# Johan Holmqvist
Johan Holmqvist (nacido el 24 de mayo de 1978 en Tierp, Suecia) es un jugador profesional de hockey sobre hielo. Crece como portero y juega para los Lightning de Tampa Bay de la NHL (Liga Nacional de Hockey estadounidense).

## Trayectoria

### En clubes
Debutó en la Svenska hockeyligan (en sueco, "Liga Nacional Sueca") jugando en Brynäs IF en 1996 pero antes jugaba en el equipo de su ciudad natal Tierp Hockey.
En 1997, en la Entry Draft de la NHL es elegido como séptima opción de los Rangers de Nueva York (175 en total). Entre 2000 y 2003, solamente juega tres partidos para los Rangers y pasa la mayoría del tiempo en la Liga Americana de Hockey (AHL) con los Wolf Pack de Hartford, equipo afiliado a la franquicia de los Rangers. El 11 de marzo de 2003, ficha por los Wild de Minnesota en el momento de Lawrence Nycholat y tampoco juega en la NHL. En los Aeros de Houston, gana en la temporada 2002-03 la Copa Calder jugando 23 partidos de los Play-off. Igualmente gana el trofeo Jack A. Butterfield al jugador más útil de los Play-off.
Para la temporada  2004-05, decide volver a su país para jugar en el equipo Brynäs IF. Se queda dos temporadas en su club y gana el trofeo Honkens, trofeo al mejor portero, en razón a la segunda temporada. Atraviesa otra vez el Atlántico el 1 de julio de 2006 y firma con los Lightning de Tampa Bay que buscan reemplazar a Nikolai Khabibulin. Entra disputándose la titularidad con Marc Denis pero muy rápido Johan Holmqvist se demuestra como la opción más segura para el equipo.
El 28 de febrero de 2008, es intercambiado por Brad Richards con los Stars de Dallas.

### Internacional
Johan Holmqvist es convocado para la selección Junior de Suecia desde 1995. En 2005, es convocado por primera vez para el campeonato del mundo senior, quedando en cuarto puesto . El año siguiente, Suecia gana la medalla de oro y él termina como el mejor portero del torneo.